# Neoseiulella schusteri
Neoseiulella schusteri är en spindeldjursart som först beskrevs av Yousef och El-Brollosy 1986.  Neoseiulella schusteri ingår i släktet Neoseiulella och familjen Phytoseiidae. Inga underarter finns listade i Catalogue of Life.